# Трабзон (эялет)
Эялет Трабзон (осман. ایالت ادرنه‎) — административная единица Османской империи. Существовал в 1598—1867 годах, с площадью 27,210 км². Был образован из части эялета Эрзурум. 
В 1867 году преобразован в Трабзонский вилайет. 
Современная территория северо-восточной Турции и южной Грузии.

## История
В 1461 году османскими войсками была захвачена Трапезундская империя и преобразован в отдельный санджак под руководством султана. Им руководили или специальные уполномоченные или шахзаде. Так, будущий султан Селим I Явуз во времена своего отца Баязида II был санджакбеем Трабзона. Впрочем, эта территория сохранила внутреннюю структуру.
В 1533 году Трабзон был включён в состав Эрзерумского эялета. 
Вместе с тем, длительное время османы не вмешивались во внутреннюю организацию бывшего государства. 
В 1547 году к санджаку была присоединена область вокруг Батуми, а в 1580 году — Поти. В 1598 году создан Трабзонский эялет. С тех пор начинается процесс исламизации понтийских греков, в целом завершился к середине XVIII века. В течение XVII века Трабзон и побережья эялета несколько раз становились объектами нападений запорожских казаков, которые захватывали и грабили город.
В 1620 году Трабзонский эялет служил базой в борьбе с восставшими грузинскими правителями и мятежом эрзерумского наместника Абазы-паши, который фактически стал самостоятельным (до 1628 года). 
В 1770 году трабзонский пашалык фактически отделилось от Османской империи. Однако уже к 1772 году его удалось вернуть под власть султана.
В 1829 году по Адрианопольскому договору (1829) Османская империя потеряла земли на Кавказе, в результате чего Трабзонский эялет потерял часть территории. В 1845 году после расформирования Чылдырского эялета, в состав эялета Трабзон вошла прибрежная часть эялета Чылдыр. 
В 1867 году в рамках общей административно-территориальной реформы эялет преобразован в вилайет Трабзон.

## Структура
В XVII веке Трабзонский эялет состоял из 6 санджаков: Трабзон, Гюмюшхане, Самсун, Вице, Гонио и Батуми. В XIX веке — из 3 санджаков: Трабзон, Гиресун и Лазистан. Границы начинались от Поти (на севере) и до южных склон Понтийских гор и Самсуна.
Здесь также внедрена тимарная система. Во время подъёма существовало 498 тимаров и 56 зеаметов. От своего хаса паша получал доход в 500 тыс. акче. 
Количество сипахов, которое выставлял эялет, был 1750 всадников (не считая слуг).

## Экономика
Выгодное расположение способствовало развитию посреднической торговли между Персией, Кавказом, Европой. В городе насчитывалось 11 караван-сараев. Здесь находились многочисленные общины арабских, бухарских, армянских, греческих и персидских купцов. 
Также эялет был прославлен своим садоводством: в значительных количествах (в качестве дани также) выращивались грецкие орехи, фундук, виноград, фрукты. 
Развито было выращивание льна и конопли.